# 卵果薹草
卵果薹草（学名：Carex maackii）为莎草科薹草属的植物。分布于俄罗斯远东地区、朝鲜、日本以及中国大陆的浙江、吉林、黑龙江、江苏、河南、安徽、辽宁等地，生长于海拔500米的地区，常生于溪边和湿地，目前尚未由人工引种栽培。

## 别名
翅囊薹草（中国高等植物图鉴）